# Congregació de Religioses de Jesús-Maria
La Congregació de les Religioses de Jesús-Maria és una institució catòlica fundada el 1818 per santa Claudina Thévenet a Lió i que es dedica a l'educació de nens i joves amb una perspectiva cristiana i fomentant l'amor al proïsme, la bondat, la solidaritat i l'atenció als pobres.

## Història
Segona de set germans, davant els qui tenia una forta influència, i coneguda amb el nom de Glady, Thévenet va viure l'esclat de la Revolució Francesa quan tenia 15 anys. El gener de 1794 va viure l'execució de dos dels seus germans, que li van demanar que perdonés als assassins. Aquestes paraules canviaren el curs de la seva vida, perquè decidí dedicar-se a alleujar el patiment causat per la Revolució donant a conèixer el missatge del cristianisme, sobretot entre els joves.
El sacerdot André Coindre l'ajudaria a concretar aquesta tasca, que aviat comptà amb el suport d'un grapat de persones, en la fundació de la Congregació de les Religioses de Jesús-Maria el 6 d'octubre de 1818. El nom escollit posa l'èmfasi en la devoció a Jesús i la Mare de Déu. El 1820 la nova Congregació es va traslladar al davant del santuari de Notre-Dame de Fourvière, on va rebre l'aprovació canònica de la diòcesi del Puy el 1823 i de Lió en 1825. El fi de la congregació, que inicialment era atendre els nens pobres fins a la majoria d'edat, passà a ser l'educació cristiana de totes les classes socials.
Cinc anys després de la mort de Thévenet, el 1837, la Congregació es va dirigir a l'Índia (1842), el 1850 va obrir la seva primera casa a Espanya, i el 1855 es van establir al Canadà. Al seu origen, el 1818, la congregació comptava amb 175 religioses. A l'últim quart del segle XX hi havia més de 1800 religioses repartides en 180 comunitats als cinc continents.

## Presència a Catalunya
A Barcelona la congregació compta amb el Col·legi de Sant Gervasi del passeig de sant Gervasi, el Col·legi Claudina Thévenet de la Guineueta, el Col·legi Sant Andreu de l'Avinguda Meridiana, l'Escola Infantil Tamarit, així com cinc comunitats i dos llars. A Catalunya també tenen una comunitat i un col·legi al carrer Lepant de Badalona.
L'arquitecte Antoni Gaudí va fer diverses obres per a la Congregació de Jesús-Maria a Barcelona i Tarragona (1879-1882).

### Col·legi Jesús-Maria Claudina Thévenet
El Col·legi Jesús-Maria Claudina Thévenet és una escola concertada cristiana que pertany a la congregació de les Religioses de Jesús-Maria. La seva tasca educativa va començar l'any 1967. Està situat al carrer Rambla del Caçador nº 6-12 del barri de La Guineueta, al districte de Nou Barris de Barcelona. En el centre s'estudia educació infantil, educació primària i educació secundària obligatòria. Va ser fundada l'any 1967 per una congregació de monges que va fundar Claudina Thévenet. L'escola va començar sent només de noies. Els nois van començar a entrar en la promoció del 1986-1987. El col·legi compta amb diferents instal·lacions, tant de tipus acadèmic, com la sala d'informàtica, el laboratori, l'aula de tecnologia, l'aula de música, l'hort escolar i el saló d'actes com també instal·lacions complementàries tals com el camp de futbol sala, la pista de bàsquet, el menjador, parc infantil, la capella o la biblioteca. A l'escola es porten a terme diferents projectes educatius, com poden ser el projecte Pastoral (amb activitats solidàries i grups FEAC), el multilingüe, el tecnològic, l'ecològic (vinculat a l'Agenda 21 escolar) i el de diversificació curricular. El 2014 va guanyar dos dels premis del concurs estatal de miniempreses de la Fundació Junior Achievement.